# Celaenia tumidosa
Celaenia tumidosa là một loài nhện trong họ Araneidae.
Loài này thuộc chi Celaenia. Celaenia tumidosa được Arthur T. Urquhart. miêu tả năm 1891.